# 諸星静次郎
諸星 静次郎（もろほし せいじろう、1914年3月24日 - 2001年1月5日）は、日本の蚕糸学者。東京農工大学学長や、江戸川大学学長、日本蚕糸学会会長、日本学士院会員などを歴任した。日本学士院賞受賞。紫綬褒章受章。

## 人物・経歴
神奈川県中郡秦野（現秦野市）出身。吉田島農林学校（現神奈川県立吉田島高等学校）、東京高等蚕糸学校（現東京農工大学）養蚕学科を経て、1939年九州帝国大学農学部卒業、郡是製絲入社。1945年農学博士。1946年郡是製絲蚕種部品種課長。1951年郡是工業蚕種部事業部長兼蚕桑研究所長。1963年東京農工大学農学部教授。1965年東京農工大学評議員。1968年東京農工大学農学部長。1973年日本学士院賞受賞。1977年定年退官、東京農工大学名誉教授。1978年東京農工大学農水産系連合大学院創設準備室長。1979年東京農工大学学長。1990年江戸川大学学長。日本蚕糸学会会長、日本学術会議会員、大日本蚕糸会評議員、農業資材審議会委員、学術審議会専門委員、科学技術会議専門委員、日本学術振興会評議員、国立遺伝学研究所評議員等も歴任した。

## 受賞・栄誉
日本学士院会員、蚕糸学賞、日本農学賞、読売農学賞、蚕糸科学功績賞、紫綬褒章、勲二等旭日重光章、日本学士院賞、恩賜賞（大日本蚕糸会）、日本遺伝学会名誉会員、日本蚕糸学会名誉会員、日本環境調節学会名誉会員。